# Nuoto ai XIX Giochi del Mediterraneo - 50 metri rana femminili
La gara dei 50 metri rana femminili ai XIX Giochi del Mediterraneo si è svolta il 4 luglio 2022. Al mattino si sono svolte le batterie, mentre la finale si è disputata nel pomeriggio.

## Podio
| Pos. | Atleta         | Nazione    |
| ---- | -------------- | ---------- |
|      | Lisa Angiolini | Italia     |
|      | Ana Rodrigues  | Portogallo |
|      | Anita Bottazzo | Italia     |

## Record
Prima della manifestazione il record del mondo (RM) e il record dei Giochi del Mediterraneo (RG) erano i seguenti.
|  | 29"30 | Benedetta Pilato    | 22 maggio 2021 Budapest  |
|  | 31"07 | Arianna Castiglioni | 25 giugno 2018 Tarragona |

Durante la competizione è stato migliorato il seguente record:
|  | 30"87 | Lisa Angiolini |

## Risultati

### Batterie
| Pos. | Batteria | Corsia | Atleta                  | Nazionalità | Tempo | Note  |
| ---- | -------- | ------ | ----------------------- | ----------- | ----- | ----- |
| 1    | 1        | 4      | Lisa Angiolini          | Italia      | 31"22 | Q     |
| 2    | 2        | 3      | Ana Rodrigues           | Portogallo  | 31"36 | Q     |
| 3    | 1        | 5      | Tara Vovk               | Slovenia    | 31"39 | Q     |
| 4    | 2        | 4      | Maria Drasidou          | Grecia      | 31"51 | Q     |
| 5    | 2        | 5      | Anita Bottazzo          | Italia      | 31"66 | Q     |
| 6    | 1        | 6      | Marina García Urzainqui | Spagna      | 31"90 | Q     |
| 7    | 2        | 6      | Chara Angelaki          | Grecia      | 31"96 | Q     |
| 8    | 1        | 3      | Viktoriya Zeynep Güneş  | Turchia     | 32"19 | Q, WD |
| 9    | 2        | 2      | Tjaša Pintar            | Slovenia    | 32"25 | Q     |
| 10   | 2        | 7      | Claudia Verdino         | Monaco      | 34"33 |       |
| 11   | 1        | 2      | Vanesa Beka             | Kosovo      | 37"14 |       |

### Finale
| Pos. | Corsia | Atleta                  | Nazionalità | Tempo | Note |
| ---- | ------ | ----------------------- | ----------- | ----- | ---- |
|      | 4      | Lisa Angiolini          | Italia      | 30"87 |      |
|      | 5      | Ana Rodrigues           | Portogallo  | 31"31 |      |
|      | 2      | Anita Bottazzo          | Italia      | 31"41 |      |
| 4    | 6      | Maria Drasidou          | Grecia      | 31"64 |      |
| 5    | 3      | Tara Vovk               | Slovenia    | 31"75 |      |
| 6    | 7      | Marina García Urzainqui | Spagna      | 32"02 |      |
| 7    | 8      | Tjaša Pintar            | Slovenia    | 32"11 |      |
| 8    | 1      | Chara Angelaki          | Grecia      | 32"24 |      |